# Flinton
Flinton – wieś w Anglii, w hrabstwie East Riding of Yorkshire. Leży 15 km na północny wschód od miasta Hull i 256 km na północ od Londynu.